# Vitreorana ritae
Vitreorana ritae е вид жаба от семейство Centrolenidae.

## Разпространение
Видът е разпространен в Бразилия и Колумбия.